# スティーヴ・バウアー
スティーヴ・バウアー（Steve Bauer、1959年6月12日 - ）は、カナダ、セントキャサリンズ出身の元自転車競技（ロードレース）選手。

## 来歴
1984年のロサンゼルスオリンピック・個人ロードレースにおいて、金メダルのアレクシー・グレウォールと同タイムゴールの2位。
ロサンゼルス五輪終了後にプロ転向。1985年、ラ・ヴィ・クレールに加入した。同年のツール・ド・フランスで総合10位に入り新人賞を獲得。1987年のジロ・デ・イタリアでは総合10位に入った。ヴァインマンに移籍した1988年、ツール・ド・フランスで5日間マイヨ・ジョーヌを堅持、総合4位。1989年、ドーフィネ・リベレとチューリッヒ選手権を制覇。また、1990年のツール・ド・フランスでは、9日間マイヨ・ジョーヌを堅持した。
1996年、12年ぶりに五輪出場となった、アトランタオリンピック・個人ロードレース出場を最後に現役引退。引退後は、ツーリングを目的としたスティーヴ・バウアー・バイク・ツアー を設立。
2008年、チーム・R.A.C.E.プロのレース監督に就任。その後、チーム・スパイダーテックのオーナー兼監督となり現在に至る。

## 主な戦績
1981年
- カナダ選手権 個人ロードレース 優勝

1982年
- カナダ選手権 個人ロードレース 優勝

1983年
- カナダ選手権 個人ロードレース 優勝

1984年
- ロサンゼルスオリンピック
  -  個人ロードレース 2位
- ロス五輪終了後、メンゴーニと契約しプロ転向
- ロードレース世界選手権・プロ個人ロードレース 2位

1985年、ラ・ヴィクレールに移籍
- ツール・ド・フランス
  -  新人賞
  - 総合10位
- チューリッヒ選手権 3位

1986年
- チューリッヒ選手権 2位

1987年
- ジロ・デ・イタリア 総合10位

1988年、ヴァインマンに移籍 
- ツール・ド・フランス 総合4位
- ツール・ド・ピカルディ 総合優勝
- ツール・ド・スイス 総合2位

1989年
- ドーフィネ・リベレ 総合優勝
- チューリッヒ選手権 優勝
- アムステルゴールドレース 3位

1990年、セブンイレヴンに移籍 
- パリ〜ルーベ 2位